# Roewerania lignicola
Roewerania lignicola is een hooiwagen uit de familie Triaenonychidae.